# 1947 na arte

## Eventos
- 2 de outubro - Fundação do Museu de Arte de São Paulo - MASP.
- Criação do Tio Patinhas.
- Criação da câmera Polaroid.

## Nascimentos
| Data            | Nome                   | Profissão                                          | Nacionalidade  | Observações | Ref |
| --------------- | ---------------------- | -------------------------------------------------- | -------------- | ----------- | --- |
| 8 de janeiro    | Rosa Magalhães         | carnavalesca                                       | Brasil         |             |     |
| 14 de fevereiro | Daron Malakian         | pintor, escultor e coreógrafo                      | Iraque         |             |     |
| 11 de junho     | Fani Bracher           | pintora e desenhista                               | Brasil         |             |     |
| 7 de agosto     | Jacques Bedel          | arquitecto, pintor, escultor e desenhador          | Argentina      |             |     |
| 15 de setembro  | José Manuel Costa Reis | pintor, figurinista e cenógrafo                    | Portugal       |             |     |
| ??              | Jayro Schmidt          | pintor, desenhista, gravador, escritor e professor | Brasil         |             |     |
| ??              | Jorge Selarón          | pintor e ceramista                                 | Chile          |             |     |
| ??              | Omar Souto             | pintor                                             | Brasil         |             |     |
| ??              | Jorge Eduardo Guinle   | pintor, desenhista e gravador                      | Estados Unidos | m. 1987     |     |

## Mortes
| Data           | Nome                            | Profissão                                                           | Nacionalidade | Observações | Ref |
| -------------- | ------------------------------- | ------------------------------------------------------------------- | ------------- | ----------- | --- |
| 23 de janeiro  | Pierre Bonnard                  | pintor                                                              | França        | n. 1867     |     |
| 3 de fevereiro | José Luis Hidalgo               | poeta e pintor                                                      | Espanha       | n. 1919     |     |
| 4 de fevereiro | Luigi Russolo                   | pintor e compositor                                                 | Itália        | n. 1885     |     |
| 19 de abril    | Belmonte                        | caricaturista, cartunista e ilustrador                              | Brasil        | n. 1896     |     |
| 13 de junho    | Albert Marquet                  | pintor                                                              | França        | n. 1875     |     |
| 13 de dezembro | Nikolai Konstantinovich Roerich | pintor, escritor, historiador, poeta, professor e líder intelectual | Rússia        | n. 1874     |     |
| ??             | Carlo De Servi                  | pintor, decorador e professor                                       | Itália        | n. 1871     |     |
| ??             | Gerardus Johannes Delfgaauw     | pintor                                                              | Países Baixos | n. 1882     |     |
| ??             | Cardosinho                      | pintor                                                              | Portugal      | n. 1861     |     |

## Prémios
- Prémio Valmor e Municipal de Arquitectura 1947 - Jorge de Almeida Segurado[1].